# Archihyoscyamus leptocalyx
Archihyoscyamus leptocalyx là loài thực vật có hoa trong họ Cà. Loài này được (Stapf) A.M.Lu mô tả khoa học đầu tiên năm 1997.